# Never Gonna Let You Go
«Never Gonna Let You Go» es una canción interpretada por la cantante estadounidense Tina Moore. Fue publicada el 23 de mayo de 1995 como el tercer sencillo de su álbum debut homónimo.

## Recepción de la crítica
Larry Flick de Billboard escribió que Moore “salta y se desliza sobre el ritmo de R&B de palmas con un estilo juvenil y completamente atractivo”. Señaló que “hay momentos en los que su rango de fluttering adquiere un tono notablemente cercano al de Mariah Carey, y elogió su “coro festivo para cantar”.

## Lista de canciones
| US cassette single |                          |          |  |
| N.º                | Título                   | Duración |  |
| 1.                 | «Never Gonna Let You Go» | 4:14     |  |
| 2.                 | «Color Me Blue»          | 4:34     |  |

| US CD maxi single |                                                    |          |  |
| N.º               | Título                                             | Duración |  |
| 1.                | «Never Gonna Let You Go» (LP Mix)                  | 4:15     |  |
| 2.                | «Never Gonna Let You Go» (Silk's King of Clubs 7") | 4:30     |  |
| 3.                | «Never Gonna Let You Go» (Torin's Anthem 7")       | 3:37     |  |
| 4.                | «Never Gonna Let You Go» (Late Night Soul 7")      | 3:57     |  |
| 5.                | «Never Gonna Let You Go» (Warehouse Junkie Mix)    | 5:55     |  |
| 6.                | «Never Gonna Let You Go» (Kelly G Bump-N-Go Mix)   | 4:15     |  |
| 7.                | «Never Gonna Let You Go» (Indasoul Mix Radio Edit) | 3:47     |  |

| US 12" single |                                                              |          |  |
| N.º           | Título                                                       | Duración |  |
| 1.            | «Never Gonna Let You Go» (Silk's King of Clubs Mix)          | 7:35     |  |
| 2.            | «Never Gonna Let You Go» (Torin's Anthem Mix)                | 7:30     |  |
| 3.            | «Never Gonna Let You Go» (Warehouse Junkie Mix)              | 6:47     |  |
| 4.            | «Never Gonna Let You Go» (Kelly G Bump-N-Go Mix)             | 7:30     |  |
| 5.            | «Never Gonna Let You Go» (Late Night Soul Mix)               | 5:20     |  |
| 6.            | «Never Gonna Let You Go» (Torin's Anthem Dub)                | 7:37     |  |
| 7.            | «Never Gonna Let You Go» (LP Mix)                            | 4:15     |  |
| 8.            | «Never Gonna Let You Go» (Silk's King of Clubs Dub)          | 5:50     |  |
| 9.            | «Never Gonna Let You Go» (Warehouse Junkie Mix Instrumental) | 5:00     |  |

## Posicionamiento
| Gráfica (1995)                                   | Pico de posición |
| ------------------------------------------------ | ---------------- |
| Estados Unidos (Billboard Hot R&B/Hip-Hop Songs) | 27               |
| Estados Unidos (Cash Box Top 100 Urban Singles)  | 15               |

## Remezcla de Kelly G

### Antecedentes, composición y lanzamiento
El 18 de agosto de 1997, se lanzó un remix de UK garage de la canción de Kelly G en el sello discográfico Delirious y se convirtió en un éxito entre los 10 primeros en el Reino Unido, alcanzando el puesto número siete en la lista de sencillos del Reino Unido. Musicalmente, «Never Gonna Let You Go» ha sido descrita como una canción de UK garage, 2-step, y speed garage.

### Recepción de la crítica
Un escritor no especificado de Music Week le dio a la canción una calificación de cuatro sobre cinco, y agregó que “esta canción de garage vocal lamentable ha sido escuchada por Kiss 100 y puede cruzarse a raíz de Rosie Gaines”. James Hyman de RM Dance Update de la revista le dio a la canción una calificación perfecta de cinco sobre cinco, seleccionándola como Melodía de la Semana. Señaló que “se une con ritmos saltados, pinchazos scat, una línea de bajo profunda y reconocible al instante por la voz de Kelly G que engancha con mayor eficacia cuando se escucha en su estilo de alto ritmo, quejumbroso y en bucle (familiar de «RIP Groove» de Double 99)”. Concluyó: “Haciéndose eco del estatus clásico de temas como «Got a Love for You» de Jomanda y «Uh-uh ooh ooh» de Roberta Flack y, más recientemente, «Closer Than Close» de Rosie Gaines, esto sin duda logrará el éxito en las listas que se merece”.

#### Clasificaciones
El 20 de agosto de 2012, Porcys clasificó la canción en el puesto número 54 en su lista de los "100 mejores sencillos de 1990–1999. El 22 de noviembre de 2016, el dúo británico Gorgon City recopiló una lista de las mejores canciones de garage del Reino Unido para Billboard, y colocaron «Never Gonna Let You Go» en el número 9. El 16 de mayo de 2019, The Guardian clasificó la canción en el puesto número 11 en su lista de “las mejores pistas de UK garage – ¡Clasificadas!”. Capital Xtra incluyó la canción en su lista de “los mejores himnos de garaje de la vieja escuela de todos los tiempos”. Redbull.com incluyó la canción en su lista de “10 clásicos del UK garage underground que todavía suenan frescos hoy en día”.

### Posicionamiento

#### Gráfica semanal
| Gráfica (1997)                                 | Pico de posición |
| ---------------------------------------------- | ---------------- |
| Escocia (Scottish Singles Chart)               | 34               |
| Europa (European Hot 100 Singles)              | 23               |
| Reino Unido (UK Singles Chart)                 | 7                |
| Reino Unido (UK Dance Singles Chart)           | 1                |
| Reino Unido (UK Hip Hop and R&B Singles Chart) | 1                |

#### Gráfica de fin de año
| Gráfica (1997)                 | Pico de posición |
| ------------------------------ | ---------------- |
| Reino Unido (UK Singles Chart) | 42               |

### Certificaciones y ventas
| País              | Certificación | Ventas  |
| ----------------- | ------------- | ------- |
| Reino Unido (BPI) | Oro           | 400,000 |

## Historial de lanzamientos
| Región         | Fecha                | Formato                     | Discográfica             | Ref.   |
| -------------- | -------------------- | --------------------------- | ------------------------ | ------ |
| Estados Unidos | 23 de mayo de 1995   | Radio Rítmica Contemporánea | Street Life Scotti Bros. | [ 24 ] |
| Reino Unido    | 18 de agosto de 1997 | 12" vinyl CD casete         | Delirious                | [ 25 ] |